# Steven Pasquale
Steven Pasquale (Hershey, 18 novembre 1976) è un attore e cantante statunitense, noto soprattutto per il ruolo del vigile del fuoco Sean Garrity nella serie televisiva Rescue Me e per i suoi lavori a Broadway. Ha debuttato nella serie della HBO Six Feet Under e poi ha recitato nel film Aliens vs Predator: Requiem.

## Biografia
Ha frequentato la scuola Meadows of the Arts presso la Southern Methodist University per un semestre prima di trasferirsi a New York dove ha recitato in numerose produzioni teatrali. Queste includono l'aver creato il ruolo di Fabrizio nel cast originale di Seattle di The Light in the Piazza, ma il suo impegno in Rescue Me gli ha impedito di riprendere il ruolo a Broadway. 
Ha ricoperto il ruolo dello sceriffo Joe Sutter nel musical The Spitfire Grill. Ha poi interpretato il ruolo principale di Chris nel 1998, nel tour americano di Miss Saigon. Nel 2002, è apparso nella produzione di New York del musical A Man of No Importance nel ruolo di Robbie Faye. Ha partecipato al concerto della Fondazione Joey DiPaolo AIDS The Secret Garden nel ruolo di Archibald Craven, accanto a Michael Arden, Jaclyn Neidenthal, Will Chase, Max Von Essen, Celia Keenan-Bolger e Laura Benanti, che avrebbe poi sposato nel 2007 per poi separarsi nel 2013.
Nell'aprile 2009, la casa discografica PS Classics ha pubblicato il suo primo album, Somethin' Like Love, un album jazz prodotto da Jessica Molaskey e John Pizzarelli. Ha lanciato il suo sito ufficiale nel febbraio 2009.
Nel 2011, Pasquale è stato il protagonista, Paul Keller, nell'episodio pilota di Over/Under. L'episodio non è andato in onda nel 2012, ma è stato trasmesso sul network USA il 1 aprile 2013. Nel 2012, Pasquale ha fatto una comparsa nella sitcom della NBC Up All Night. Ha anche recitato nella miniserie Coma. Il suo ruolo di protagonista della serie della NBC Do No Harm, che ha debuttato il 31 gennaio 2013, ha avuto il rating più basso al debutto nella storia della televisione in prima serata.
Nel 2013, Pasquale ha recitato in un musical tratto dal romanzo I ponti di Madison County al Williamstown Theatre Festival a fianco di Elena Shaddow. Ha inoltre recitato nella produzione di Broadway del musical al teatro Gerald Schoenfeld a partire da fine gennaio 2014 con Kelli O'Hara che ha sostituito la Shaddow. 
Nel 2014 entra a far parte del cast della 6 stagione della serie televisiva The Good Wife come personaggio ricorrente interpretando Johnny Elfman, il manager della protagonista Alicia Florrick, interpretata da Julianna Margulies. Nel 2015 è impegnato in musical tra i quali Carousel e The Wild Party.
Nel 2016 compare in alcuni episodi della prima stagione della serie televisiva Billions nel ruolo di Chase Kendall. In seguito ritorna all'off-Broadway con The Robber Bridegroom e conosce l'attrice protagonista del musical di successo Hamilton, Phillipa Soo, con cui si fidanza nel febbraio 2016. Sia quest'ultima che la sua ex moglie Laura Benanti sono state candidate per il Tony Award alla miglior attrice protagonista in un musical ai Tony Awards del 2016.
Nel 2016 ottiene un ruolo ricorrente nella prima stagione della serie televisiva American Crime Story.
Nel settembre del 2017 si sposa con la fidanzata Phillipa Soo.

## Filmografia

### Cinema
- Aliens vs. Predator 2 (Aliens vs. Predator: Requiem), regia dei Fratelli Strause (2007)
- American Son, regia di Kenny Leon (2019)

### Televisione
- Six Feet Under – serie TV, episodi 1x08-1x09 (2001)
- Rescue Me – serie TV, 93 episodi (2004-2011)
- The Playboy Club – serie TV, episodio 1x01 (2011)
- Up All Night – serie TV, 4 episodi (2012)
- Coma – miniserie TV (2012)
- Do No Harm – serie TV, 13 episodi (2013)
- White Collar – serie TV, episodio 5x12 (2014)
- The Good Wife – serie TV, 13 episodi (2014-2015)
- Billions – serie TV, episodi 1x07-1x09 (2016)
- Bloodline – serie TV, 8 episodi (2015-2016)
- American Crime Story – serie TV, 5 episodi (2016)
- Doubt - L'arte del dubbio (Doubt) – serie TV, 13 episodi (2017)
- Divorce – serie TV, 4 episodi (2018)
- Sfida al presidente - The Comey Rule (The Comey Rule) – miniserie TV, 2 puntate (2020)
- The Good Fight – serie TV, episodio 6x9 (2022)

## Teatro (parziale)
- West Side Story, libretto di Arthur Laurents, testi di Stephen Sondheim, colonna sonora di Leonard Bernstein, regia di Jerome Robbins. Tour internazionale (1995)
- Miss Saigon, libretto di Alain Boublil e Richard Maltby Jr., colonna sonora di Claude-Michel Schönberg, regia di Nicholas Hytner. Tour statunitense (2000)
- The Wilde Party, libretto e colonna sonora di Andrew Lippa, regia di Gabriel Barre. Manhattan Theatre Club dell'Off-Broadway (2000)
- Spinning Into Butter, di Rebecca Gilman, regia di Daniel Sullivan. Lincoln Center dell'Off-Broadway (2000)
- The Spitfire Grill, libretto e colonna sonora di James Valcq e Fred Alley, regia di David Saint. The Duke of 42nd Street Theatre dell'Off-Broadway (2001)
- A Man of No Importance, libretto di Terrence McNally, testi di Lynn Ahrens, colonna sonora di Stephen Flaherty, regia di Joe Mantello. Lincoln Center dell'Off-Broadway (2002)
- The Light in the Piazza, libretto e regia di Craig Lucas, colonna sonora di Adam Guettel. Intiman Theatre di Seattle (2003)
- A Soldier's Play di Charles Fuller, regia di Jo Bonney. Second Stage Theatre dell'Off-Broadway (2005)
- The Intelligent Homosexual's Guide to Capitalism and Socialism with a Key to the Scriptures, di Tony Kushner, regia di Michael Greif. Public Theater dell'Off-Broadway (2011)
- Far From Heaven, libretto di Richard Greenberg e Michael Korie, colonna sonora di Scott Frankel, regia di Michael Greif. Playwrights Horizons dell'Off Broadway (2013)
- The Bridges of Madison County, libretto di Marsha Norman, colonna sonora di Jason Robert Brown, regia di Bartlett Sher. Gerald Schoenfeld Theatre di Broadway (2014)
- Carousel, libretto di Oscar Hammerstein II, colonna sonora di Richard Rodgers, regia di Rob Ashford. Civic Opera House di Chicago (2015)
- The Wilde Party, libretto e colonna sonora di Andrew Lippa, regia di Leigh Silverman. New York City Center dell'Off-Broadway (2015)
- The Robber Bridegroom, libretto di Alfred Uhry, colonna sonora di Robert Waldman, regia di Alex Timbers. Laura Pels Theatre dell'Off-Broadway (2016)
- Junk di Ayad Akhtar, regia di Doug Hughes. Lincoln Center di Broadway (2017)
- American Son di Christopher Demos-Brown, regia di Kenny Leon. Booth Theatre di Broadway (2018)
- Assassins, colonna sonora di Stephen Sondheim, libretto di John Weidman, regia di John Doyle. Classic Stage Company dell'Off-Broadway (2021)
- Guys and Dolls, colonna sonora di Frank Loesser, libretto di Jo Swerling e Abe Burrows, regia di Marc Bruni. Kennedy Center di Washington (2022)
- Here We Are, colonna sonora di Stephen Sondheim, libretto di David Ives, regia di Joe Mantello. The Shed dell'Off-Broadway (2023)
- Teeth, colonna sonora di Anna K. Jacobs, libretto di Michael R. Jackson, regia di Sarah Benson. Playwrights Horizons dell'Off-Broadway (2024)

- Nine, colonna sonora di Maury Yeston, libretto di Arthur Kopit, regia di Andy Blankenbuehler. Kennedy Center di Washington (2024)

### Allestimenti concertistici e semi-scenici
- Easter Rising, libretto di Isaac Oliver, colonna sonora di Michael Arden, regia di Kristin Hanggi. Joe's Pubb di New York (2004)
- The Secret Garden, libretto di Marsha Norman, colonna sonora di Lucy Simon, regia di Stafford Arima. Manhattan Center Studios di New York (2005)
- A Little Night Music, libretto di Hugh Wheeler, colonna sonora di Stephen Sondheim, regia di Scott Ellis. Studio 54 di New York (2009)
- Assassins, colonna sonora di Stephen Sondheim, libretto di John Weidman, regia di Anne Kauffman. New York City Center di New York (2017)

## Doppiatori italiani
Nelle versioni in italiano delle opere in cui ha recitato, Steven Pasquale è stato doppiato da:
- Fabio Boccanera in Rescue Me, Do No Harm
- Loris Loddi in Aliens vs. Predator 2
- Gianni Bersanetti in White Collar
- Edoardo Stoppacciaro in The Good Wife
- Alessandro Rigotti in Bloodline
- Giorgio Borghetti in Billions
- Marco Vivio in Doubt - L'arte del dubbio
- Francesco Pezzulli in American Son
- Gabriele Sabatini in Sfida al Presidente - The Comey Rule